# Éliminatoires de la Coupe du monde de football 2018, zone Europe, groupe G
Navigation
Groupe F Groupe H
Cet article donne les résultats des matches du groupe G de la zone Europe du tour préliminaire de la Coupe du monde de football 2018.
Le Groupe G est composé de 6 équipes nationales européennes. Le 1er du groupe sera qualifié d'office pour la coupe du monde 2018, le 2e devra passer par des barrages.

## Classement
| Rang | Équipe        | Pts | J  | G | N | P  | Bp | Bc | Diff |  | Résultats (▼ dom., ► ext.) |     |     |     |     |     |     |
| ---- | ------------- | --- | -- | - | - | -- | -- | -- | ---- |  | -------------------------- | --- | --- | --- | --- | --- | --- |
| 1    | Espagne       | 28  | 10 | 9 | 1 | 0  | 36 | 3  | +33  |  | Espagne                    |     | 3-0 | 3-0 | 4-1 | 4-0 | 8-0 |
| 2    | Italie        | 23  | 10 | 7 | 2 | 1  | 21 | 8  | +13  |  | Italie                     | 1-1 |     | 2-0 | 1-0 | 1-1 | 5-0 |
| 3    | Albanie       | 13  | 10 | 4 | 1 | 5  | 10 | 13 | -3   |  | Albanie                    | 0-2 | 0-1 |     | 0-3 | 2-1 | 2-0 |
| 4    | Israël        | 12  | 10 | 4 | 0 | 6  | 10 | 15 | -5   |  | Israël                     | 0-1 | 1-3 | 0-3 |     | 1-2 | 2-1 |
| 5    | Macédoine     | 11  | 10 | 3 | 2 | 5  | 15 | 15 | 0    |  | Macédoine                  | 1-2 | 2-3 | 1-1 | 0-1 |     | 4-0 |
| 6    | Liechtenstein | 0   | 10 | 0 | 0 | 10 | 1  | 39 | -38  |  | Liechtenstein              | 0-8 | 0-4 | 0-2 | 0-1 | 0-3 |     |

- Le Liechtenstein et la Macédoine du Nord sont éliminés depuis le 11 juin 2017 à la suite de leur défaite (5-0) et (1-2) en Italie et face à Espagne, le 11 juin 2017.
- Israël est éliminé à la suite de sa défaite (1-0) en Italie, le 5 septembre 2017.
- L'Albanie est éliminée depuis le 6 octobre 2017 à la suite de sa défaite (3-0) en Espagne conjuguée au match nul (1-1) entre l'Italie et la Macédoine du Nord.
- L'Italie assure de terminer deuxième du groupe et de disputer les barrages à la suite de son partage (1-1) face à la Macédoine du Nord, le 6 octobre 2017.
- La Roja espagnole assure de terminer premier du groupe et se qualifie  pour la Coupe du monde de football de 2018 à la suite de sa victoire (3-0) face à l'Albanie, le 6 octobre 2017.

## Résultats et calendrier
Le calendrier du groupe G a été publié par l'UEFA le 26 juillet 2015, le jour suivant le tirage au sort à Saint-Pétersbourg (Russie). Horaires en HEC.
| 1re journée            | Albanie                       | 2 – 1   | Macédoine   | Stade Loro-Boriçi, Shkodër                     |                                                |
| 6 septembre 2016 20h45 | Sadiku 9e · Balaj 89e         | (1 – 0) | 51e Alioski | Spectateurs : 14 667 Arbitrage : Hüseyin Göçek | Spectateurs : 14 667 Arbitrage : Hüseyin Göçek |
| 6 septembre 2016 20h45 | Rapport (FIFA) Rapport (UEFA) |         |             | Spectateurs : 14 667 Arbitrage : Hüseyin Göçek | Spectateurs : 14 667 Arbitrage : Hüseyin Göçek |

| 5 septembre 2016 | Israël                        | 1 – 3   | Italie                                  | Stade Sammy-Ofer, Haïfa                         |                                                 |
| 20h45            | Ben Haim 35e                  | (1 – 2) | 14e Pellè · 31e Candreva · 83e Immobile | Spectateurs : 29 300 Arbitrage : Sergei Karasev | Spectateurs : 29 300 Arbitrage : Sergei Karasev |
| 20h45            | Rapport (FIFA) Rapport (UEFA) |         |                                         | Spectateurs : 29 300 Arbitrage : Sergei Karasev | Spectateurs : 29 300 Arbitrage : Sergei Karasev |

| 5 septembre 2016 | Espagne                                                                     | 8 – 0   | Liechtenstein | Stade Reino de León, León                  |                                            |
| 20h45            | Costa 10e 66e · Roberto 55e · Silva 59e 90+1e · Vitolo 60e · Morata 82e 83e | (1 – 0) |               | Spectateurs : 12 139 Arbitrage : Lee Evans | Spectateurs : 12 139 Arbitrage : Lee Evans |
| 20h45            | Rapport (FIFA) Rapport (UEFA)                                               |         |               | Spectateurs : 12 139 Arbitrage : Lee Evans | Spectateurs : 12 139 Arbitrage : Lee Evans |

| 2e journée           | Italie                        | 1 – 1   | Espagne    | Juventus Stadium, Turin                      |                                              |
| 6 octobre 2016 20h45 | De Rossi 82e (pen.)           | (0 – 0) | 55e Vitolo | Spectateurs : 38 470 Arbitrage : Felix Brych | Spectateurs : 38 470 Arbitrage : Felix Brych |
| 6 octobre 2016 20h45 | Rapport (FIFA) Rapport (UEFA) |         |            | Spectateurs : 38 470 Arbitrage : Felix Brych | Spectateurs : 38 470 Arbitrage : Felix Brych |

| 6 octobre 2016 | Liechtenstein                 | 0 – 2   | Albanie                     | Rheinpark Stadion, Vaduz                     |                                              |
| 20h45          |                               | (0 – 1) | 12e (csc) Jehle · 71e Balaj | Spectateurs : 5 864 Arbitrage : Tamás Bognár | Spectateurs : 5 864 Arbitrage : Tamás Bognár |
| 20h45          | Rapport (FIFA) Rapport (UEFA) |         |                             | Spectateurs : 5 864 Arbitrage : Tamás Bognár | Spectateurs : 5 864 Arbitrage : Tamás Bognár |

| 6 octobre 2016 | Macédoine                     | 1 – 2   | Israël                   | Philip II Arena, Skopje                        |                                                |
| 20h45          | Nestorovski 63e               | (0 – 2) | 25e Hemed · 43e Ben Haim | Spectateurs : 6 500 Arbitrage : Andre Marriner | Spectateurs : 6 500 Arbitrage : Andre Marriner |
| 20h45          | Rapport (FIFA) Rapport (UEFA) |         |                          | Spectateurs : 6 500 Arbitrage : Andre Marriner | Spectateurs : 6 500 Arbitrage : Andre Marriner |

| 3e journée           | Israël                        | 2 – 1   | Liechtenstein | Teddy Kollek Memorial Stadium, Jérusalem       |                                                |
| 9 octobre 2016 18h00 | Hemed 3e 16e                  | (2 – 0) | 49e Göppel    | Spectateurs : 9 000 Arbitrage : Clayton Pisani | Spectateurs : 9 000 Arbitrage : Clayton Pisani |
| 9 octobre 2016 18h00 | Rapport (FIFA) Rapport (UEFA) |         |               | Spectateurs : 9 000 Arbitrage : Clayton Pisani | Spectateurs : 9 000 Arbitrage : Clayton Pisani |

| 9 octobre 2016 | Albanie                       | 0 – 2   | Espagne                | Stade Loro-Boriçi, Shkodër                   |                                              |
| 20h45          |                               | (0 – 0) | 55e Costa · 63e Nolito | Spectateurs : 15 245 Arbitrage : Bas Nijhuis | Spectateurs : 15 245 Arbitrage : Bas Nijhuis |
| 20h45          | Rapport (FIFA) Rapport (UEFA) |         |                        | Spectateurs : 15 245 Arbitrage : Bas Nijhuis | Spectateurs : 15 245 Arbitrage : Bas Nijhuis |

| 9 octobre 2016 | Macédoine                     | 2 – 3   | Italie                           | Philip II Arena, Skopje                         |                                                 |
| 20h45          | Nestorovski 57e · Hasani 59e  | (0 – 1) | 24e Belotti · 75e 90+2e Immobile | Spectateurs : 19 195 Arbitrage : Danny Makkelie | Spectateurs : 19 195 Arbitrage : Danny Makkelie |
| 20h45          | Rapport (FIFA) Rapport (UEFA) |         |                                  | Spectateurs : 19 195 Arbitrage : Danny Makkelie | Spectateurs : 19 195 Arbitrage : Danny Makkelie |

| 4e journée             | Albanie                       | 0 – 3   | Israël                                       | Elbasan Arena, Elbasan                        |                                               |
| 12 novembre 2016 20h45 |                               | (0 – 1) | 18e (pen.) Zahavi · 66e Einbinder · 84e Atar | Spectateurs : 7 600 Arbitrage : Deniz Aytekin | Spectateurs : 7 600 Arbitrage : Deniz Aytekin |
| 12 novembre 2016 20h45 | Rapport (FIFA) Rapport (UEFA) |         |                                              | Spectateurs : 7 600 Arbitrage : Deniz Aytekin | Spectateurs : 7 600 Arbitrage : Deniz Aytekin |

| 12 novembre 2016 | Liechtenstein                 | 0 – 4   | Italie                                        | Rheinpark Stadion, Vaduz                   |                                            |
| 20h45            |                               | (0 – 4) | 11e 44e Belotti · 12e Immobile · 32e Candreva | Spectateurs : 5 864 Arbitrage : Ivan Bebek | Spectateurs : 5 864 Arbitrage : Ivan Bebek |
| 20h45            | Rapport (FIFA) Rapport (UEFA) |         |                                               | Spectateurs : 5 864 Arbitrage : Ivan Bebek | Spectateurs : 5 864 Arbitrage : Ivan Bebek |

| 12 novembre 2016 | Espagne                                                    | 4 – 0   | Macédoine | Nuevo Los Cármenes, Grenade                           |                                                       |
| 20h45            | Velkoski 34e (csc) · Vitolo 63e · Monreal 84e · Aduriz 85e | (1 – 0) |           | Spectateurs : 16 622 Arbitrage : Robert Schörgenhofer | Spectateurs : 16 622 Arbitrage : Robert Schörgenhofer |
| 20h45            | Rapport (FIFA) Rapport (UEFA)                              |         |           | Spectateurs : 16 622 Arbitrage : Robert Schörgenhofer | Spectateurs : 16 622 Arbitrage : Robert Schörgenhofer |

| 5e journée         | Italie                             | 2 – 0   | Albanie | Stade Renzo-Barbera, Palerme                   |                                                |
| 24 mars 2017 20h45 | De Rossi 12e (pen.) · Immobile 71e | (1 – 0) |         | Spectateurs : 33 136 Arbitrage : Slavko Vinčić | Spectateurs : 33 136 Arbitrage : Slavko Vinčić |
| 24 mars 2017 20h45 | Rapport (FIFA) Rapport (UEFA)      |         |         | Spectateurs : 33 136 Arbitrage : Slavko Vinčić | Spectateurs : 33 136 Arbitrage : Slavko Vinčić |

| 24 mars 2017 | Liechtenstein                 | 0 – 3   | Macédoine                         | Rheinpark Stadion, Vaduz                        |                                                 |
| 20h45        |                               | (0 – 1) | 43e Nikolov · 68e 73e Nestorovski | Spectateurs : 4 517 Arbitrage : Jonathan Lardot | Spectateurs : 4 517 Arbitrage : Jonathan Lardot |
| 20h45        | Rapport (FIFA) Rapport (UEFA) |         |                                   | Spectateurs : 4 517 Arbitrage : Jonathan Lardot | Spectateurs : 4 517 Arbitrage : Jonathan Lardot |

| 24 mars 2017 | Espagne                                         | 4 – 1   | Israël       | Stade El Molinón, Gijón                         |                                                 |
| 20h45        | Silva 13e · Vitolo 45+1e · Costa 51e · Isco 88e | (2 – 0) | 76e Rafaelov | Spectateurs : 20 321 Arbitrage : Michael Oliver | Spectateurs : 20 321 Arbitrage : Michael Oliver |
| 20h45        | Rapport (FIFA) Rapport (UEFA)                   |         |              | Spectateurs : 20 321 Arbitrage : Michael Oliver | Spectateurs : 20 321 Arbitrage : Michael Oliver |

| 6e journée         | Israël                        | 0 – 3   | Albanie                       | Stade Sammy-Ofer, Haïfa                           |                                                   |
| 11 juin 2017 20h45 |                               | (0 – 2) | 22e 44e Sadiku · 71e Memushaj | Spectateurs : 15 150 Arbitrage : Aleksei Kulbakov | Spectateurs : 15 150 Arbitrage : Aleksei Kulbakov |
| 11 juin 2017 20h45 | Rapport (FIFA) Rapport (UEFA) |         |                               | Spectateurs : 15 150 Arbitrage : Aleksei Kulbakov | Spectateurs : 15 150 Arbitrage : Aleksei Kulbakov |

| 11 juin 2017 | Italie                                                                     | 5 – 0   | Liechtenstein | Stade Friuli, Udine                           |                                               |
| 20h45        | Insigne 35e · Belotti 52e · Éder 74e · Bernardeschi 83e · Gabbiadini 90+1e | (1 – 0) |               | Spectateurs : 20 514 Arbitrage : Kevin Clancy | Spectateurs : 20 514 Arbitrage : Kevin Clancy |
| 20h45        | Rapport (FIFA) Rapport (UEFA)                                              |         |               | Spectateurs : 20 514 Arbitrage : Kevin Clancy | Spectateurs : 20 514 Arbitrage : Kevin Clancy |

| 11 juin 2017 | Macédoine                     | 1 – 2   | Espagne               | Philip II Arena, Skopje                    |                                            |
| 20h45        | Ristovski 66e                 | (0 – 2) | 15e Silva · 27e Costa | Spectateurs : 20 675 Arbitrage : Paweł Gil | Spectateurs : 20 675 Arbitrage : Paweł Gil |
| 20h45        | Rapport (FIFA) Rapport (UEFA) |         |                       | Spectateurs : 20 675 Arbitrage : Paweł Gil | Spectateurs : 20 675 Arbitrage : Paweł Gil |

| 7e journée             | Albanie                       | 2 – 0   | Liechtenstein | Elbasan Arena, Elbasan                           |                                                  |
| 2 septembre 2017 18h00 | Roshi 54e · Agolli 78e        | (0 – 0) |               | Spectateurs : 5 500 Arbitrage : Sergey Lapochkin | Spectateurs : 5 500 Arbitrage : Sergey Lapochkin |
| 2 septembre 2017 18h00 | Rapport (FIFA) Rapport (UEFA) |         |               | Spectateurs : 5 500 Arbitrage : Sergey Lapochkin | Spectateurs : 5 500 Arbitrage : Sergey Lapochkin |

| 2 septembre 2017 | Israël                        | 0 – 1   | Macédoine  | Stade Sammy-Ofer, Haïfa                        |                                                |
| 20h45            |                               | (0 – 0) | 73e Pandev | Spectateurs : 11 350 Arbitrage : Aleksei Eskov | Spectateurs : 11 350 Arbitrage : Aleksei Eskov |
| 20h45            | Rapport (FIFA) Rapport (UEFA) |         |            | Spectateurs : 11 350 Arbitrage : Aleksei Eskov | Spectateurs : 11 350 Arbitrage : Aleksei Eskov |

| 2 septembre 2017 | Espagne                       | 3 – 0   | Italie | Stade Santiago-Bernabeu, Madrid                |                                                |
| 20h45            | Isco 14e 40e · Morata 77e     | (2 – 0) |        | Spectateurs : 73 628 Arbitrage : Björn Kuipers | Spectateurs : 73 628 Arbitrage : Björn Kuipers |
| 20h45            | Rapport (FIFA) Rapport (UEFA) |         |        | Spectateurs : 73 628 Arbitrage : Björn Kuipers | Spectateurs : 73 628 Arbitrage : Björn Kuipers |

| 8e journée             | Italie                        | 1 – 0   | Israël | Stadio di Reggio Emilia Città del Tricolore, Reggio d'Émilie |                                                 |
| 5 septembre 2017 20h45 | Immobile 53e                  | (0 – 0) |        | Spectateurs : 15 507 Arbitrage : Benoît Bastien              | Spectateurs : 15 507 Arbitrage : Benoît Bastien |
| 5 septembre 2017 20h45 | Rapport (FIFA) Rapport (UEFA) |         |        | Spectateurs : 15 507 Arbitrage : Benoît Bastien              | Spectateurs : 15 507 Arbitrage : Benoît Bastien |

| 5 septembre 2017 | Liechtenstein                 | 0 – 8   | Espagne                                                                             | Rheinpark Stadion, Vaduz                        |                                                 |
| 20h45            |                               | (0 – 4) | 3e Ramos · 15e 54e Morata · 16e Isco · 39e Silva · 51e 63e Aspas · 89e (csc) Göppel | Spectateurs : 5 864 Arbitrage : Ivaylo Stoyanov | Spectateurs : 5 864 Arbitrage : Ivaylo Stoyanov |
| 20h45            | Rapport (FIFA) Rapport (UEFA) |         |                                                                                     | Spectateurs : 5 864 Arbitrage : Ivaylo Stoyanov | Spectateurs : 5 864 Arbitrage : Ivaylo Stoyanov |

| 5 septembre 2017 | Macédoine                     | 1 – 1   | Albanie   | Stadion Mladost, Stroumitsa                    |                                                |
| 20h45            | Trajkovski 78e (pen.)         | (0 – 0) | 53e Roshi | Spectateurs : 3 493 Arbitrage : Jonas Eriksson | Spectateurs : 3 493 Arbitrage : Jonas Eriksson |
| 20h45            | Rapport (FIFA) Rapport (UEFA) |         |           | Spectateurs : 3 493 Arbitrage : Jonas Eriksson | Spectateurs : 3 493 Arbitrage : Jonas Eriksson |

| 9e journée           | Italie                        | 1 – 1   | Macédoine      | Stade olympique de Turin, Turin |                           |
| 6 octobre 2017 20h45 | Chiellini 40e                 | (1 – 0) | 77e Trajkovski | Arbitrage : Tiago Martins       | Arbitrage : Tiago Martins |
| 6 octobre 2017 20h45 | Rapport (FIFA) Rapport (UEFA) |         |                | Arbitrage : Tiago Martins       | Arbitrage : Tiago Martins |

| 6 octobre 2017 | Liechtenstein                 | 0 – 1   | Israël   | Rheinpark Stadion, Vaduz   |                            |
| 20h45          |                               | (0 – 1) | 22e Tibi | Arbitrage : Arndold Hunter | Arbitrage : Arndold Hunter |
| 20h45          | Rapport (FIFA) Rapport (UEFA) |         |          | Arbitrage : Arndold Hunter | Arbitrage : Arndold Hunter |

| 6 octobre 2017 | Espagne                             | 3 – 0   | Albanie | Estadio José Rico Pérez, Alicante |                           |
| 20h45          | Rodrigo 16e · Isco 24e · Thiago 27e | (3 – 0) |         | Arbitrage : Aleksei Eskov         | Arbitrage : Aleksei Eskov |
| 20h45          | Rapport (FIFA) Rapport (UEFA)       |         |         | Arbitrage : Aleksei Eskov         | Arbitrage : Aleksei Eskov |

| 10e journée          | Albanie                       | 0 – 1   | Italie       | Stade Loro-Boriçi, Shkodër    |                               |
| 9 octobre 2017 20h45 |                               | (0 – 0) | 73e Candreva | Arbitrage : Svein Oddvar Moen | Arbitrage : Svein Oddvar Moen |
| 9 octobre 2017 20h45 | Rapport (FIFA) Rapport (UEFA) |         |              | Arbitrage : Svein Oddvar Moen | Arbitrage : Svein Oddvar Moen |

| 9 octobre 2017 | Israël                        | 0 – 1   | Espagne          | Stade Teddy, Jérusalem    |                           |
| 20h45          |                               | (0 – 0) | 76e Illarramendi | Arbitrage : Craig Thomson | Arbitrage : Craig Thomson |
| 20h45          | Rapport (FIFA) Rapport (UEFA) |         |                  | Arbitrage : Craig Thomson | Arbitrage : Craig Thomson |

| 9 octobre 2017 | Macédoine                                            | 4 – 0   | Liechtenstein | Stadion Mladost, Stroumitsa |                             |
| 20h45          | Musliu 36e · Trajkovski 38e · Bardhi 66e · Ademi 68e | (2 – 0) |               | Arbitrage : Laurent Kopriwa | Arbitrage : Laurent Kopriwa |
| 20h45          | Rapport (FIFA) Rapport (UEFA)                        |         |               | Arbitrage : Laurent Kopriwa | Arbitrage : Laurent Kopriwa |

## Buteurs
| Position | Joueur                | Pays          | Buts |
| -------- | --------------------- | ------------- | ---- |
| 1        | Ciro Immobile         | Italie        | 6    |
| 2        | Diego Costa           | Espagne       | 5    |
| -        | Isco                  | Espagne       | 4    |
| -        | David Silva           | Espagne       | 5    |
| 5        | Álvaro Morata         | Espagne       | 4    |
| -        | Vitolo                | Espagne       | 4    |
| -        | Ilija Nestorovski     | Macédoine     | 4    |
| 8        | Armando Sadiku        | Albanie       | 3    |
| -        | Tomer Hemed           | Israël        | 3    |
| -        | Andrea Belotti        | Italie        | 3    |
| -        | Antonio Candreva      | Italie        | 3    |
| -        | Aleksandar Trajkovski | Macédoine     | 3    |
| 13       | Bekim Balaj           | Albanie       | 2    |
| -        | Odise Roshi           | Albanie       | 2    |
| -        | Iago Aspas            | Espagne       | 2    |
| -        | Tal Ben Haim          | Israël        | 2    |
| -        | Daniele De Rossi      | Italie        | 2    |
| 18       | Ansi Agolli           | Albanie       | 1    |
| -        | Ledian Memushaj       | Albanie       | 1    |
| -        | Aritz Aduriz          | Espagne       | 1    |
| -        | Asier Illarramendi    | Espagne       | 1    |
| -        | Nacho Monreal         | Espagne       | 1    |
| -        | Nolito                | Espagne       | 1    |
| -        | Sergio Ramos          | Espagne       | 1    |
| -        | Rodrigo               | Espagne       | 1    |
| -        | Sergi Roberto         | Espagne       | 1    |
| -        | Thiago Alcantara      | Espagne       | 1    |
| -        | Eliran Atar           | Israël        | 1    |
| -        | Dan Einbinder         | Israël        | 1    |
| -        | Lior Refaelov         | Israël        | 1    |
| -        | Eitan Tibi            | Israël        | 1    |
| -        | Eran Zahavi           | Israël        | 1    |
| -        | Andrea Belotti        | Italie        | 1    |
| -        | Federico Bernardeschi | Italie        | 1    |
| -        | Giorgio Chiellini     | Italie        | 1    |
| -        | Éder                  | Italie        | 1    |
| -        | Manolo Gabbiadini     | Italie        | 1    |
| -        | Lorenzo Insigne       | Italie        | 1    |
| -        | Graziano Pellè        | Italie        | 1    |
| -        | Maximilian Göppel     | Liechtenstein | 1    |
| -        | Arijan Ademi          | Macédoine     | 1    |
| -        | Ezgjan Alioski        | Macédoine     | 1    |
| -        | Enis Bardhi           | Macédoine     | 1    |
| -        | Ferhan Hasani         | Macédoine     | 1    |
| -        | Visar Musliu          | Macédoine     | 1    |
| -        | Boban Nikolov         | Macédoine     | 1    |
| -        | Goran Pandev          | Macédoine     | 1    |
| -        | Stefan Ristovski      | Macédoine     | 1    |

| Position | Joueur            | Pays          | CSC |
| -------- | ----------------- | ------------- | --- |
| 1        | Peter Jehle       | Liechtenstein | 1   |
| -        | Maximilian Göppel | Liechtenstein | 1   |
| 1        | Krste Velkoski    | Macédoine     | 1   |